# José Amaya
José Antonio "Ringo" Amaya Pardo (Barranquilla, 16 de julho de 1980) é um ex-futebolista profissional colombiano, que atuava como médio-defensivo.

## Carreira
José Amaya fez parte do elenco da Seleção Colombiana de Futebol na Copa América de 2004.